# Incendi forestal

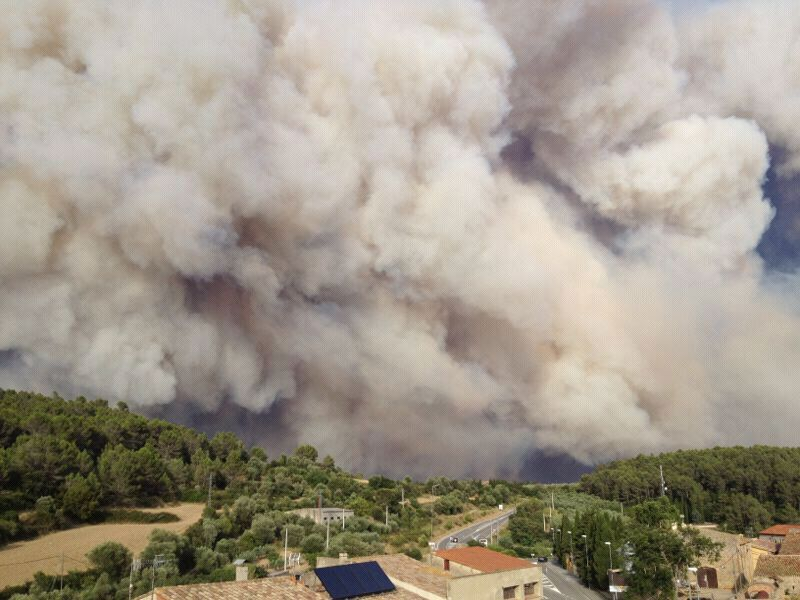
Incendis de l'Alt Empordà de 2012. A la foto, el foc des de Terrades el matí del 23 de juliol

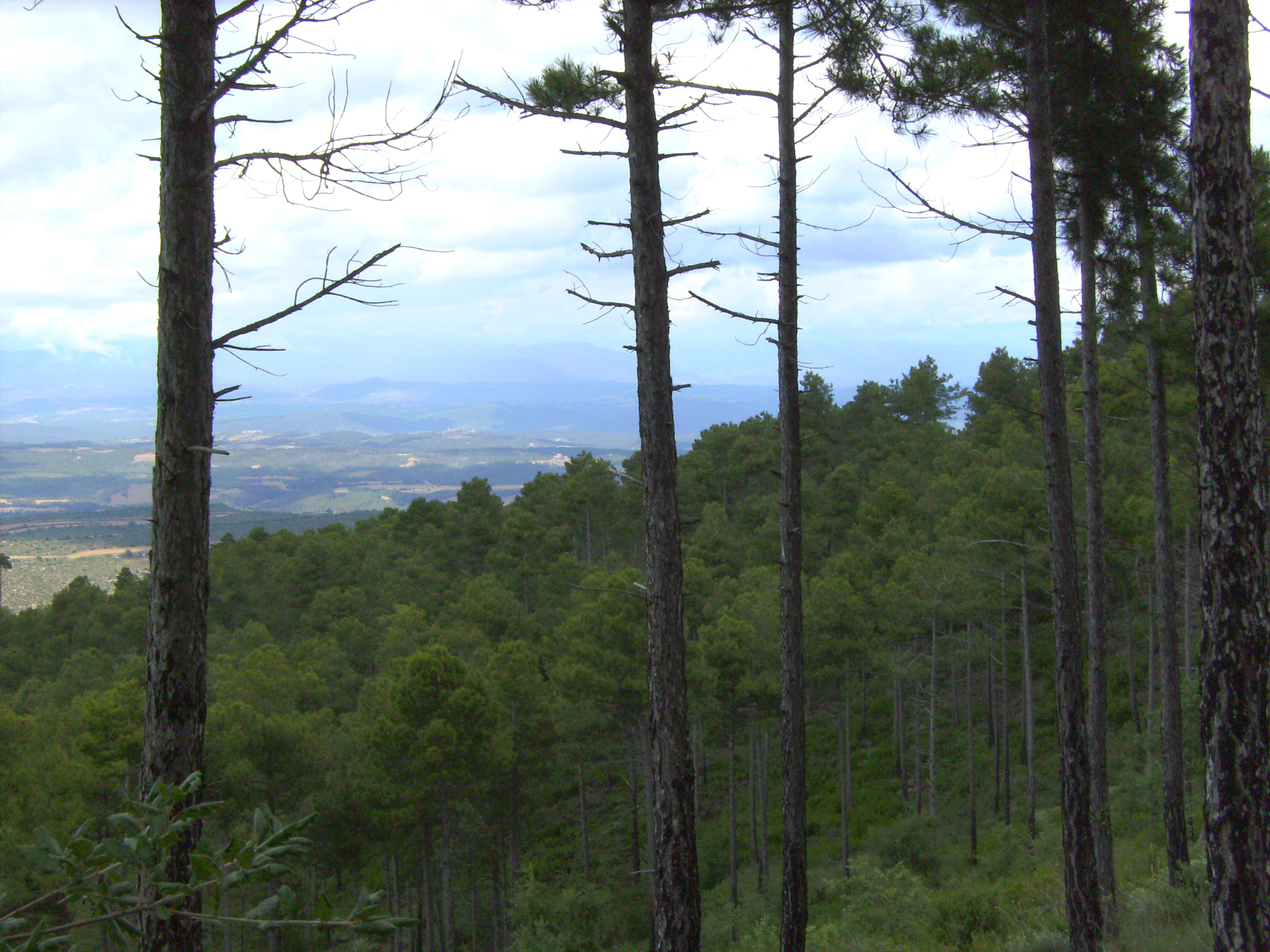
Pineda de pinassa a Castelltallat, durant l'any 2011, que mostra els troncs cremats i la reducció de les branques de la capçada com a efecte de l'incendi de l'any 1998

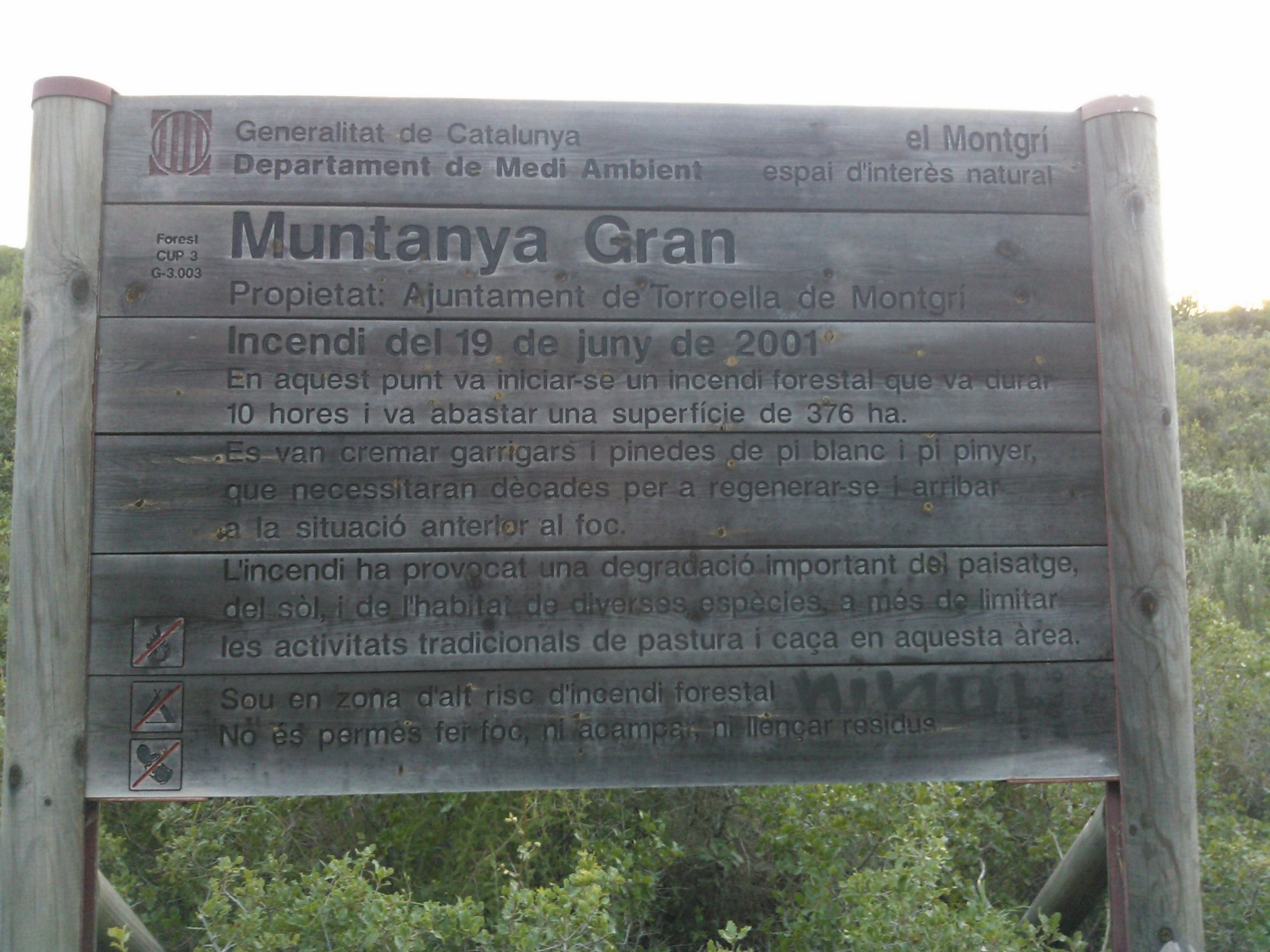
Cartell informatiu al Parc Natural del Montgrí, les Illes Medes i el Baix Ter afectat pel foc de l'any 2001.

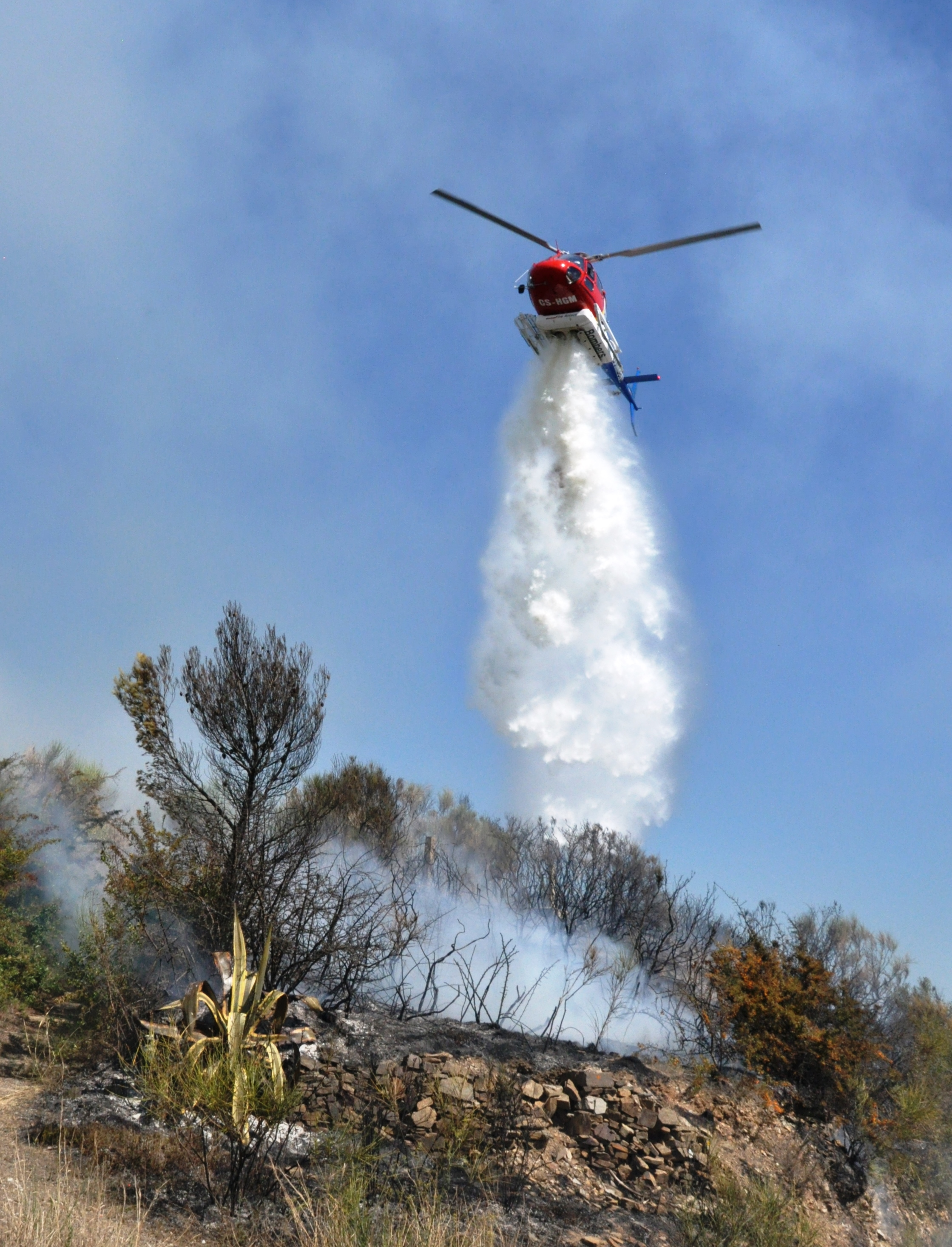
Helicòpter bombarder a Collserola, Barcelona

Un incendi forestal és la propagació d'un foc sense control a través d'una superfície forestal arbrada o no. Els incendis de la vegetació són processos naturals que han ocorregut a la natura des de fa milions d'anys, però encara que siguin una part de l'ecosistema, l'activitat humana n'ha incrementat la freqüència i l'extensió. Els incendis forestals són una de les formes més comunes de desastres naturals en algunes regions, incloses Sibèria, Califòrnia, Austràlia. Les zones de clima mediterrani de tot el món són fàcilment afectades pels incendis forestals, ja que la vegetació a l'estiu està envoltada per una atmosfera molt càlida i a la vegada molt seca i la inflamabilitat és molt alta.

## Causes
Les principals causes naturals d'ignició són: l'escalfament global, climes àrids, llamps, erupcions volcàniques.
Les causes d'incendis d'origen antròpic més freqüents són la piromania, llançament de cigarrets no apagats, arcs elèctrics en línies d'alta tensió i espurnes de maquinària (motoserres, trituradores, segadores). Els focs també poden començar en comunitats amb agricultura itinerant, on el terreny es neteja ràpidament i el sòl es cultiva fins que perd fertilitat, i en artigatges. La tala d'àrees forestals porta al creixement d'herbes inflamables, i les carreteres emprades per talar, si s'abandonen, poden facilitar la propagació de l'incendi. Els focs anuals dels prats del sud del Vietnam provenen parcialment de la destrucció de zones forestals per part d'herbicides, explosius i operacions de l'exèrcit dels Estats Units en marc de la guerra del Vietnam.
Els motius més habituals d'incendis varien arreu. A Canadà i al nord-oest de la Xina, els llamps són la principal font d'ignició, i són la causa d'entre el 8 i el 10% dels incendis forestals en llocs de clima mediterrani com Catalunya (especialment en tempestes seques de l'estiu). En altres parts del món, el factor humà és un contribuïdor significatiu. A l'Àfrica, l'Amèrica central, Fiji, Mèxic, Nova Zelanda, Amèrica del Sud i el sud-est asiàtic, els incendis forestals es poden atribuir a activitats humanes com l'agricultura, la ramaderia i la crema per convertir terreny. A la Xina i la conca del Mediterrani, la negligència humana és una de les principals causes d'incendis. Als Estats Units i Austràlia, les principals fonts de focs forestals són llamps i l'activitat humana (com espurnes de maquinària o cigarrets). Els focs en vetes de carbó ocorren arreu, en llocs com Burning Mountain, a Nova Gal·les del Sud; Centralia, a Pennsilvània; i diversos incendis es mantenen a través d'aquest carbó a la Xina. També poden brotar inesperadament i encendre material inflamable proper.
A Catalunya, les causes més freqüents són: Accidents (ferrocarrils, línies elèctriques, motors), intencionats (vandalisme, piromania, interessos), naturals (llamp), negligències (abocadors, cigarrets, crema agrícola, crema de pastures, fogueres, treballs forestals), revifats i desconeguts.

## Parts
En un incendi forestal es poden distingir les següents parts: cua, flancs (esquerre i dret) i cap. L'eix de propagació és el que uneix el punt d'inici (cua) amb el cap de l'incendi. Observant l'incendi des de la cua, es distingeixen els flancs dret i esquerre. Focus secundari és el produït fora del perímetre de l'incendi, causat per brases llençades pel vent.
El front d'avançament o línia d'ignició dels combustibles, sempre d'escassa amplada, separa els materials combustibles i els materials cremats que han alliberat bruscament la seva energia en pocs minuts o fins i tot segons. En canvi, el front de dessecament passa per davant del front d'avançament, en aquest cas invisible però responsable de les altes temperatures propagades per radiació, que desseca i mata ràpidament els vegetals i els prepara per a la combustió per quan arribi el front d'avançament.

## Classificació
La classificació dels incendis forestals es fa estudiant el combustible que propaga l'incendi i que assegura la seva sostenibilitat:
- Focs de superfície: són els que es propaguen cremant l'estrat herbaci i el matollar. Són els més freqüents i els inicials que passen a ser dels altres tipus.
- Focs de capçades: cremen la part alta dels arbres i avancen molt més de pressa que l'anterior, ja que amb l'altura s'incrementa la velocitat del vent.
- Focs de subsòl: es propaguen sota de la superfície i cremen matèria orgànica seca, arrels o torba, el desplaçament és més lent que en els tipus anteriors però pot durar més.

Les etapes en que es pot trobar un incendi forestal són:
- Incendi actiu: el foc es propaga activament i té capacitat lliure per a seguir creixent. El foc segueix la seva progressió però els mitjans d'extinció ja hi estan actuant.
- Incendi estabilitzat: el foc encara es propaga en alguns punts però la seva dinàmica no supera la capacitat d'extinció.
- Incendi controlat: el foc ja no es propaga lliurement. No es pot considerar extingit perquè té punts calents que poden activar l'incendi.
- Incendi extingit: el foc ja no es propaga, tampoc no té la capacitat de reiniciar-se i és quan es poden començar a retirar mitjans d'extinció del perímetre deixant efectius de reforç.

El patró de propagació classifica els incendis en:
- Foc topogràfic: l'àmbit de propagació és la conca hidrogràfica incloent la vall principal i els barrancs secundaris. La propagació és diferent de dia o de nit. Els factors principals són el pendent, els vents locals, i la insolació dels vessants.
- Foc de vent: condicionat per la interacció del vent amb el relleu i la disponibilitat de combustible. Els factors principals són el vent i la velocitat de les flames, que és superior a la velocitat d'extinció amb línia d'aigua. La propagació amb salts a llarga distància són freqüents.
- Foc de convecció: associat a episodis sinòptics de baixes humitats relatives sense recuperació nocturna i altes temperatures. El vent influeix poc en la velocitat de propagació però marca la caiguda de focus secundaris i, per tant, la direcció de propagació. Els incendis amb més intensitat són capaços de crear el seu propi ambient de foc.

En funció de la superfície total cremada, els incendis s'anomenen:
- Conat d'incendi: si afecta a una superfície menor a 1 ha.
- Incendi: si afecta a una superfície major d'1 ha.
- Gran incendi: quan afecta a una superfície superior a 500 ha.

## Generacions
La tipologia d'incendis forestals al llarg de la història ha canviat, com també ho ha fet el comportament dels mateixos. És per això que el Grup de Recolzament d'Actuacions Forestals (GRAF) del Cos de Bombers de la Generalitat, han pogut crear una classificació que relaciona cronològicament el comportament dels incendis forestals amb l'evolució antropològica del paisatge. Aquesta classificació estableix, de moment, sis generacions d'incendis:
- Primera generació: a partir del 1960, es produeix el fenomen d'èxode rural en el què població d'entorns rurals es trasllada a zones urbanes per motius econòmics, principalment. Aquest fet, provoca l'abandonament de milers d'hectàrees arreu del territori, pel que es trenca el mosaic paisatgístic i permet als incendis forestals gaudir d'una continuïtat pel que fa a combustible a cremar.
- Segona generació: la manca de gestió forestal que s'havia realitzat des de l'abandonament de les zones agrícoles, va provocar a partir dels anys setanta, l'aparició dels incendis de segona generació, caracteritzats per un augment de la velocitat respecte els de primera generació, provocat per l'acumulació de combustible als boscos del territori, així com la transformació dels antics camps de cultiu a zones forestals.
- Tercera generació: a partir dels anys noranta, apareixen els primers incendis de tercera generació. Aquests són provocats per l'acumulació de més de trenta anys de combustible forestal que no ha estat gestionat, i que per tant, provoca incendis molt virulents, i que en moltes situacions superen la capacitat d'extinció dels cossos encarregats. És en aquest moment en què apareixen els Grans Incendis Forestals (GIF), els quals abarquen una superfície afectada de més de 500 hectàrees. En la tercera generació s'enmarquen incendis com els de Catalunya de 1994, o els Incendis forestals de 1998 a la Catalunya Central. Aquest fet obliga als cossos de bombers a adoptar noves estratègies i tècniques per a l'extinció o el control d'aquestes catàstrofes, com el foc tècnic (cremes controlades), per exemple.
- Quarta generació: aquesta nova generació, sorgida a partir dels anys 2000 es caracteritza per la proximitat de Grans Incendis Forestals amb espais de l'interfície urbana, molt propers a zones forestals, com urbanitzacions. Això obliga als cossos d'extinció a no només defensar els boscos de les flames, sinó que també els béns materials de les mateixes.
- Cinquena generació: els incendis de cinquena generació, sorgits a partir del 2010, són, en essència, incendis de quarta generació però amb un afegit: la simultaneïtat. Aquest fet provoca situacions de col·lapse dels sistemes d'extinció, i la necessitat de prioritzar les actuacions per a poder reduir les zones afectades pel foc.
- Sisena generació: és a partir dels incendis forestals de Xile del 2017, on el foc crema 8.000 hectàrees per hora, quan es proposa aquesta nova classificació. La sisena generació té el canvi climàtic com un de les causes principals. Aquests incendis es caracteritzen per ser més virulents que els anteriors, a causa de l'escalfament global, i tenen la capacitat d'alterar l'estabilitat atmosfèrica, provocant que l'incendi creï la seva pròpia situació meteorològica en l'entorn pròxim, variant, per exemple, la presència de vent, humitat o temperatura. Aquests incendis poden crear Pyrocomulonimbus (Cumulonimbus flammagenitus), és a dir, núvols convectius capaços d'arribar als 15.000 metres d'alçada, pel que cada cop que el cúmul dobla l'alçada, es multiplica per vuit la velocitat del vent que entra a l'incendi.

## Comportament del foc
Perquè es produeixi un incendi, també el forestal, es necessiten tres factors: combustible, oxigen i calor (triangle del foc). En el cas que un dels factors disminueixi suficientment o desaparegui, el foc no pot continuar. Aquest és el principi bàsic en el qual es fonamenta l'extinció d'incendis forestals. En els incendis forestals, el triangle del foc es pot reinterpretar com el triangle del comportament del foc, amb els tres factors: massa forestal, meteorologia i topografia. En aquest triangle, de cadascun dels elements que el formen se'n deriva un triangle nou, amb els components determinants per al comportament del foc: per a la massa forestal, la quantitat, el contingut d'aigua i la tipologia; per a la meteorologia, la temperatura, la humitat de l'aire i el vent; per la topografia, el relleu, l'orientació i l'alçada.

### Influència de la massa forestal

#### Quantitat
El combustible vegetal té unes propietats que defineixen el comportament de l'incendi. Les propietats intrínseques són la seva composició química, que principalment són la cel·lulosa, l'hemicel·lulosa i la lignina, però tot i que quantitativament menys importants, els terpens i les resines tenen un paper rellevant en la inflamabilitat del vegetal. Les propietats extrínseques més importants són:
- Càrrega de combustible: és la quantitat de combustible (mesurada en base seca) present per unitat de superfície. Normalment s'expressa en tones per hectàrea (t/ha).
- Grandària i forma del combustible: les partícules més petites tenen una superfície gran comparada amb el seu volum, s'assequen més ràpidament i són més fàcils de cremar.
- Compacitat i densitat aparent: la compacitat és la mesura de l'espai existent entre la vegetació. Com menys espai hi hagi (més compacitat), més difícil és la propagació de l'incendi, ja que l'aire entra amb més dificultat.
- Disposició del combustible: la manera com la vegetació es disposa sobre el terreny té una influència molt important en el comportament del foc. La disposició pot ser horitzontal o vertical. L'herba, els arbusts o els arbres tenen una disposició vertical sobre el terreny, mentre que branques i troncs morts caiguts, fulles mortes i brossa en general tenen una disposició horitzontal. Els combustibles disposats horitzontalment són un factor determinant en la propagació de l'incendi. Si es troben molt dispersos, serà difícil la propagació de l'incendi; per contra si estan distribuïts de manera contínua i uniforme la propagació de l'incendi estarà pràcticament assegurada. La disposició vertical dels combustibles determina quina part d'ells es veuen involucrats en l'incendi. Si hi ha continuïtat vertical, l'incendi pot passar fàcilment del sotabosc cap a les capçades, fet que pot comportar un canvi significatiu en el comportament de l'incendi.

#### Contingut d'humitat
El contingut d'humitat de la vegetació limita la possibilitat d'inici d'un incendi, la seva propagació i la intensitat. Per entrar en combustió, la vegetació ha de perdre tot el contingut d'aigua per l'efecte de les flames, per tant, quan més seca estigui la vegetació, més fàcilment cremarà. La vegetació fina perd més ràpidament la humitat i per això crema més ràpid que la vegetació gruixuda.
El contingut d'humitat s'expressa com a massa d'aigua per unitat de massa del material totalment sec. Els vegetals vius poden tenir entre el 30 i el 300% d'humitat. Si tenen menys del 30% es consideren morts. En els combustibles vegetals morts la humitat depèn de les condicions meteorològiques: pluja, vent, temperatura i humitat de l'aire.

#### Tipus de vegetació
El tipus de vegetació que conforma l'estructura del bosc o formació vegetal influeix en la propagació dels incendis. El 1972 Rothermel va crear els models de combustible:
| Model | Tipus de vegetació | Exemples | Càrrega de combustible | Propagació de l'incendi | Imatges |
| --- | --- | --- | --- | --- | ------- |
| Grup de les pastures: acostumen a ser formacions poc arbrades, amb un abundant substrat herbaci més o menys dens i d'alçada variable i per on es propaga el foc. | | | | |         |
| 1 | Pastura fina, seca i baixa, amb menys d'un terç de recobriment de plantes llenyoses                                                                                    | Alguns conreus abandonats | 1 a 2 t/ha | El foc es propaga per l'herba i es desplaça a una gran velocitat |         |
| 2 | Pastura fina, seca i baixa, amb entre un terç i dos terços de recobriment de plantes llenyoses (matollar o arbrat)                                                     | Boscos adevesats i en boscos de pi negre sense gaire matollar                                                                                          | 5 a 10 t/ha | El foc es propaga igual que l'anterior, però augmenta la intensitat del foc |         |
| 3 | Pastura densa, seca i alta (1 metre) amb un terç o més del combustible sec o mort                                                                                      | Canyars, canyissars i camps de cereals | 4 a 6 t/ha | Focs més intensos que en els dos casos anteriors. Velocitat de propagació elevada sota la influència del vent. El foc pot propagar-se per sobre de l'herba i saltar |         |
| Grup de matollars: correspon a formacions arbrades amb un estrat arbustiu més o menys desenvolupat per on es propagaria el foc. | | | | |         |
| 4 | Matollar madur o plantació jove molt densa (més de 2 m d'altura) amb branques seques a l'interior                                                                      | Masses joves de coníferes i els matollars molt desenvolupats de bruc boal                                                                              | 20 a 30 t/ha | Poden ser focs ràpids que es propaguen per les capçades del matollar, que forma un estrat gairebé continu, i consumeixen el fullatge i el material llenyós fi i mort, que contribueixen significativament a la intensitat del foc |         |
| 5 | Matollar dens i verd (menys d'1 m d'altura). El matollar és jove, amb poc material mort i el fullatge conté poques substàncies volàtils                                | Boscos d'alta muntanya | 5 a 8 t/ha | El foc es propaga pel sòl i crema la fullaraca i la pastura. Focs poc intensos a causa de la poca càrrega de combustible |         |
| 6 | Semblant al model 5 però amb espècies de fullatge més inflamable i amb plantes més altes o matollar més madur però no tan alt com en el model 4                        | Un ampli ventall de matollars (estepes, brolles, etc.) i brolles arbrades                                                                              | 10 a 15 t/ha | El foc es propaga pel matollar, on el fullatge és inflamable, amb velocitats de vent moderades. Si hi ha poc vent el foc pot baixar a ran de terra |         |
| 7 | Matollar d'espècies més inflamables que en el model 6, de mig metre a 2 m d'alçada                                                                                     | Matollars densos d'espècies molt inflamables, com la gatosa i altres, amb arbres o sense                                                               | 10 a 15 t/ha | El foc es propaga pel matollar i la fullaraca amb la mateixa facilitat. El matollar, més inflamable que en el model 6, propaga el foc encara que tingui continguts d'humitat més alts a causa de la inflamabilitat més alta de fullatge viu i altres materials vius                                                                                        |         |
| Grup de fullaraca: acostumen a ser formacions arbrades amb un estrat arbustiu i herbaci escasos però amb força fullaraca a terra per on es propagaria el foc. | | | | |         |
| 8 | Bosc dens de conífera d'acícula curta o de planifolis de fulla petita. Fullaraca molt compacta amb algun branquilló i poc matollar o vegetació herbàcia al sotabosc    | Fagedes i alguns boscos de pi roig | 10 a 12 t/ha | Focs superficials i amb alçada de flama baixa. Propagació del foc per la fullaraca molt compacta |         |
| 9 | Semblant al model 8 però amb fullaraca menys compacta: acícules llargues de coníferes o fulles grans de planifolis                                                     | Castanyedes, algunes rouredes i pinedes de pi roig sense sotabosc                                                                                      | 7 a 9 t/ha | El foc es propaga per la fullaraca més ràpidament que en el model 8 i amb una alçada de flama superior. Les concentracions esporàdiques de material llenyós poden provocar un augment de l'alçada de la flama, que pot provocar la inflamació esporàdica d'algunes capçades (coronament). Velocitat de propagació elevada si la velocitat del vent és gran |         |
| 10 | Bosc amb gran quantitat de llenya i arbres caiguts. La presència de branques de 7,5 cm o més de diàmetre pot originar una gran quantitat de material mort sobre el sòl | Boscos on s'ha produït una important caiguda de branques i material gruixut a causa de ventades, nevades, etc.                                         | 30 a 35 t/ha | Són els focs més intensos del grup |         |
| Grup de les restes vegetals: correspon a formacions arbrades de molts diversos tipus i estructura, amb la particularitat comú de contenir restes vegetals (de poda, normalment) de diferent mida i més o menys abundant per on es propagaria el foc. Representen una situació momentània i no a un estat de l'evolució natural del bosc, com és el model 10. | | | | |         |
| 11 | Bosc molt aclarit. Restes de poda disperses amb plantes herbàcies rebrotant                                                                                            | La quantitat de combustible menor de 7,5 cm de diàmetre és inferior a 25 t/ha. Sumant la resta de combustible de mida superior, s'arriba a les 30 t/ha | La quantitat de combustible menor de 7,5 cm de diàmetre és inferior a 25 t/ha. Sumant la resta de combustible de mida superior, s'arriba a les 30 t/ha | L'incendi és bastant actiu i es propaga per les restes i el material herbaci |         |
| 12 | Predomini de les restes sobre l'arbrat. restes de poda o aclarides recobrint tot el sòl, la majoria de menys de 7,5 cm de diàmetre                                     | | 50 a 80 t/ha | El foc pot arribar a propagar-se ràpidament amb intensitat elevada. Es poden desprendre alguns fragments incandescents i generar focus secundaris |         |
| 13 | Grans acumulacions de restes de diàmetre superior a 7,5 cm recobreixen tot el sòl. El material inferior a 7,5, generalment, representa només el 10% del total          | | 100 a 150 t/ha | El foc es propaga ràpidament per les zones on hi ha una capa contínua de combustible fi. La intensitat augmenta més lentament quan crema el material gruixut |         |

### Influència de la meteorologia
Els factors meteorològics que afecten principalment al comportament d'un incendi són: temperatura, humitat relativa de l'aire, vent, dies des de l'última pluja, nuvolositat i estabilitat. Una de les eines per a avaluar l'evolució del risc d'incendi forestal en un lloc i moment determinats és l'índex meteorològic d'incendi forestal, que es determina sobre la base de la humitat relativa de l'aire, la temperatura, la precipitació meteorològica durant 24 hores i la velocitat màxima del vent.

#### Vent
El vent és un element important perquè aporta l'oxigen que alimenta la combustió, provoca que les flames escalfin els combustibles per davant del front d'incendi i fa volar elements encesos que poden provocar focus secundaris. El vent determina en gran manera la direcció i la velocitat de l'incendi. A més dels vents generals, cal preveure els vents locals, com les marinades, els vents topogràfics, etc.

#### Humitat relativa
La humitat relativa a nivell del terra influeix en el comportament de l'incendi i els combustibles, perquè aquests absorbeixen la humitat de l'ambient. Si és del 30% o inferior, el perill d'incendi és elevat i el seu comportament serà virulent. A la nit la humitat és més alta. L'absorció d'humitat dels combustibles, les baixes temperatures i els vents pendent a baix, fan que els incendis siguin més fàcils d'extingir a la nit.

#### Temperatura
La temperatura de l'aire contribueix a la iniciació i a la propagació de l'incendi. Les altes temperatures augmenten la dessecació del combustible i, per tant, el fan més vulnerable.

### Influència de la topografia

#### Relleu
El foc avança més ràpidament pendent amunt que pendent avall, perquè el moviment convectiu de l'aire escalfat per les flames tendeix a pujar, assecant la vegetació que hi ha per sobre, accelerant el procés de la piròlisi.

#### Orientació
L'orientació d'un pendent determina la seva exposició al sol, la quantitat de calor que rep del sol. L'escalfament varia a cada hora amb el desplaçament del sol. L'orientació doncs condiciona el combustible, tant el tipus de vegetació com el grau d'humitat que té. A l'hemisferi nord, els vessant sud i sud-oest estan més exposats a l'escalfament solar, generalment compten amb més combustibles lleugers, menys humitat relativa, menys humitat de combustibles, i són més crítics en termes d'iniciació i propagació de l'incendi, mentre que els vessants nord, més ombrejats, tenen combustibles més pesats, temperatures menors, humitat relativa més alta i humitat de combustibles més alta.

##### Altitud
L'altitud respecte al nivell del mar condiciona el tipus de combustible, la quantitat, la humitat, i per tant, el comportament de l'incendi.

## Prevenció d'incendis forestals
La prevenció dels incendis forestals consisteix en la planificació i l'execució d'un conjunt d'actuacions encaminades a evitar l'inici del foc, i a dificultar la propagació i facilitar l'extinció en el cas que el foc es produeixi. En l'àmbit de la prevenció es defineixen quatre grans blocs d'actuació:
- Realització de treballs silvícoles.
- Creació i manteniment d'infraestructures i equips contra els incendis forestals.
- Mesures de caràcter administratiu.
- Educació ambiental.

Les mesures habituals que es prenen són les d'aclarir en algunes zones la massa forestal, l'establiment de zones sense vegetació sota les línies elèctriques, els tallafocs, els conreus verds a l'estiu (trepadella, cànem, vinya, etc.) el desbrossat, l'acció de pastura controlada i l'establiment de vies d'accés. Amb aquestes mesures es descompacta la massa de combustible i s'interromp la seva continuïtat. Ja el 1386 a Sardenya la Carta de Logu, a l'article 49, obligava a l'existència i manteniment d'un tallafocs (doha en sard) al voltant dels pobles, i imposava multa a qui no ho respectés i se'l feia responsable dels danys que pogués causar el foc.

### Pla INFOCAT a Catalunya
A Catalunya, el Pla especial d'emergències per incendis forestals de Catalunya (INFOCAT) estableix el marc jurídico-funcional per fer front a les emergències per incendis forestals, establint els avisos, l'organització i els procediments d'actuació dels serveis de la Generalitat de Catalunya, de les altres administracions públiques i també de les entitats privades que tinguin un paper rellevant en la gestió d'aquest tipus d'emergències. El Pla INFOCAT inclou la quantificació i la localització dins del territori de Catalunya, dels aspectes fonamentals per a l'anàlisi de risc, zonificació del territori, desplegament de mitjans i recursos i localització d'infraestructures per als treballs d'actuació en cas d'emergència. La Direcció General del Medi Natural i Biodiversitat té les competències en matèria de prevenció d'incendis forestals. Hi participen també les Direccions Generals amb competències en matèria de protecció civil, seguretat ciutadana, extinció d'incendis, serveis meteorològics, transport sanitari urgent, Agrupacions de Defensa Forestal, ajuntaments, consells comarcals, diputacions i altres ens.

#### Anàlisi del perill
El perill o perillositat dels incendis forestals potencials queda definida quan es coneixen les seves característiques de severitat (intensitat o magnitud) i de probabilitat. Sobre aquesta base, el Pla INFOCAT ha elaborat un Mapa Bàsic de Perill d'Incendis Forestals, que defineix els municipis que han de redactar un Pla d'Actuació Municipal (PAM), en funció del seu risc i la seva vulnerabilitat. Però el perill d'incendis forestals depèn també de condicions que van variant al llarg dels dies, per això la Direcció General del Medi Natural i Biodiversitat elabora diàriament un Mapa Dinàmic del Perill d'Incendi Forestal, tenint en compte diversos factors del territori: estat de la vegetació, evolució de les variables meteorològiques i la causalitat en l'ocurrència dels incendis. D'aquest mapa es desprèn l'activació del mapa del Pla Alfa, a partir del qual es prenen un seguit de mesures preventives davant situacions de perill elevat d'incendis forestals per a les comarques on es declari. Alfa 1 implica perill alt, Alfa 2 perill molt alt i Alfa 3 perill extrem.

#### Períodes de perill d'incendi forestal
El Pla INFOCAT defineix una època amb un risc d'incendi remarcable del 15 de març al 15 d'octubre i també un període d'alt risc d'incendi del 15 de juny al 15 de setembre en uns municipis determinats. Aquestes èpoques de perill fixes es poden avançar o allargar si les condicions meteorològiques així ho aconsellen, o en funció del Mapa Dinàmic del Perill d'Incendi Forestal.

#### Fases
El Pla INFOCAT defineix quatre fases possibles atenent a la gravetat de la situació d'emergència: Pre-Alerta, Alerta, Emergència 1 i Emergència 2. Es procedeix a l'activació en fase d'Alerta davant d'aquelles situacions que facin necessari l'establiment d'àmplies mesures preventives i de control. La fase d'Emergència s'activa quan hi hagi una situació greu provocada per un incendi forestal.

#### Coordinació
El CECAT és el Centre de Coordinació Operativa de Catalunya i, per tant, exerceix la coordinació superior d'una emergència per incendis forestals. Coordina amb els grups d'actuació, amb el Centre de Comandament Avançat (CCA), els municipis, les empreses de gestió de serveis bàsics i amb les empreses d'instal·lacions que poden produir un efecte dòmino (gasolineres, línies elèctriques, gasoductes…), comunitats autònomes limítrofes, estat (mitjans de titularitat estatal, forces armades) i internacional.

### IV Pla General de Defensa contra incendis forestals de les Illes Balears i Pla INFOBAL
A les Illes Balears, el IV Pla General de Defensa contra incendis forestals de les Illes Balears, elaborat per la Conselleria d'Agricultura, Medi Ambient i Territori del Govern de les Illes Balears, l'abril de 2015, treballa en la gestió del risc, identificant les situacions problemàtiques i traslladant a la societat quines són les mesures oportunes a prendre que garanteixin la seva seguretat. El Pla té com a finalitat analitzar el risc d'incendi forestal i planificar les accions de defensa en funció d'aquest risc.
També està vigent el Pla Especial d'Emergències davant el Risc d'Incendis Forestals a les Illes Balears (INFOBAL), aprovat el 22 d'abril de 2005, que té per objecte regular la utilització, la coordinació i la mobilització dels mitjans i recursos dels organismes públics i privats de l'àmbit de la comunitat autònoma de les Illes Balears en les situacions d'emergències derivades de riscs per incendis forestals. Determina els municipis que han de redactar el Pla municipal de prevenció d'incendis forestals.

### Pla Especial davant el risc d'incendis forestals al País Valencià
Al País Valencià el Pla Especial davant el risc d'incendis forestals (actualitzat el 01/02/2021) regula la utilització, la coordinació i la mobilització dels mitjans i recursos dels organismes públics i privats de l'àmbit de la Comunitat Valenciana en les situacions de preemergència i emergència per incendis forestals. Determina els municipis que han de redactar el Pla d'actuació d'àmbit local davant el risc d'incendis forestals (PAM IF).

### Projecte europeu FIRE-RES
Dins del programa Horitzó 2020 de la Unió Europea, es va posar en marxa a Solsona el 18 de gener de 2022 el projecte FIRE-RES, de tecnologies innovadores i solucions socioecològiques i econòmiques per als territoris resilients al foc a Europa, coordinat pel Centre de Ciència i Tecnologia Forestal de Catalunya, amb l'objectiu dotar a la Unió Europea de la capacitat d'evitar el col·lapse del sistema a causa d'incendis forestals que es preveuen augmentar sota les amenaces del canvi climàtic. Compta amb un pressupost de 20 milions d'euros i la participació de 35 entitats i centres de recerca d'Europa, Xile i Estats Units amb representants dels àmbits de la recerca, la tecnologia, la indústria, els cossos de prevenció i extinció d'incendis, els propietaris forestals privats, les universitats i els centres tecnològics d'àmbit públic i privat amb el propòsit de generar una gran xarxa de ciència i de gestió de desastres naturals.

## Extinció d'incendis forestals
Els bombers tenen diferents eines per a extingir els incendis forestals: línies d'aigua, eines manuals (motoserra, desbrossadora, pulaski, McLeod, Gorgui, pala, matafoc, motxilla apagafocs), cremes, mitjans aeris, maquinària pesada... La forma més habitual per controlar un incendi forestal és la línia d'aigua. Les primeres dotacions de bombers que arriben normalment ataquen la cua de l'incendi i després el van flanquejant. Es considera que el límit de capacitat d'extinció dels equips de terra està en: velocitat de propagació del cap superior a 3 km/h i longitud de flama superior a 3 m. Quan se superen aquests valors l'atac directe s'ha de complementar amb altres tècniques:
- Tallafoc: un espai de terreny que no té cap mena de combustible, creat pels bombers durant l'incendi desforestant una àrea determinada. També hi ha tallafocs naturals (un riu), artificials (una carretera), o creats abans de l'incendi (silvicultura preventiva).[44]
- Foc tècnic o contrafoc: consisteix a cremar controladament una zona de vegetació. D'aquesta manera els bombers s'avancen a l'incendi forestal perquè quan aquest arribi a la zona, ja no disposi de més combustible per seguir el seu avenç.[42] L'eina utilitzada per a la crema és la torxa de degoteig.[20]
- Mitjans aeris: el componen mitjans d'ala fixa (avions i hidroavions) i mitjans d'ala rotativa (helicòpters bombarders).[45]

Equips de terra: A Catalunya es componen de bombers professionals i voluntaris i Agrupacions de Defensa Forestal. Al País Valencià de Brigades d'Emergència, bombers professionals i voluntaris.

## Incendis forestals a Catalunya
Catalunya és un país de boscos. Un 64% del territori correspon a terrenys forestals. Les característiques climàtiques i biofísiques del context Mediterrani fan que les variables del triangle del foc estiguin molt ben representades a Catalunya durant els estius calorosos i secs. Antigament un llamp o una brasa mal apagada podien provocar un incendi, però rarament podien propagar-se per grans superfícies de forma salvatge, ja que la manca de continuïtat de les taques de bosc o la poca densitat d'arbres i vegetació al sotabosc, gràcies a l'acció de l'agricultura i la ramaderia, no permetien generar incendis de gran extensió o intensitats elevades, i que alhora eren més fàcils de controlar. L'èxode rural, l'abandonament de camps de conreu i les pastures, la transició al model energètic fòssil (de les llenyes i el carbó al petroli, gas i derivats) i la manca de rendibilitat de la fusta mediterrània en un mercat globalitzat, ha permès la reforestació natural i expansió dels boscos. Els boscos es densifiquen, el sotabosc creix sense l'efecte herbívor de la ramaderia. En conjunt, el bosc es torna més vulnerable als incendis forestals d'alta intensitat. L'eficàcia creixent dels bombers apagant focs petits i l'abandonament del camp han creat boscos més vulnerables. Hi ha més per cremar i, quan el clima és advers, els grans incendis es multipliquen i avancen més de pressa. És la paradoxa de l'extinció. Entre el 1994 i el 2015, tan sols 40 incendis han estat els responsables del 75% (122.318 ha) de la superfície total cremada, mentre que 14.838 incendis de l'altre 25% (40.772 ha).
Catalunya ha sofert tres episodis destacats d'incendis forestals, a causa de les condiciones climàtiques especialment adverses, els anys 1986 (65.811 ha cremades), el 1994 (75.702 ha cremades) i el 1998 (24.000 ha). El 1986, l'incendi de l'Alt Empordà, del 19 al 24 de juliol, amb la tramuntana que bufava a moments fins a 120 km/h, va calcinar més de 26.000 ha de bosc, malgrat que hi van treballar 60 vehicles terrestres, amb 400 bombers, i hidroavions espanyols i francesos. Un dels hidroavions que participaven en les tasques d'extinció es va estavellar i en van morir els seus quatre ocupants. El mateix any, van cremar 3.216 ha de bosc al massís de Montserrat, del 7 al 18 d'agost, cremant un 41% de l'espai protegit, i amenaçant el monestir, que va estar incomunicat durant hores, amb unes 1.000 persones a l'interior. Els incendis forestals de Catalunya de 1994, van ser especialment greus a les comarques del Bages i del Berguedà, on van cremar més de 45.000 ha. Dues entrades d'aire càlid i sec procedent del nord d'Àfrica van causar dues onades d'incendis que van cremar sense control. La primera, la més violenta, entre el 3 i el 7 de juliol, amb incendis devastadors al nord del Baix Llobregat i a la Catalunya Central. La segona onada, entre el 17 i el 18 de juliol, es va produir al Priorat, la Segarra i l'Alt Camp. L'incendi de 1998 a la Catalunya Central va ser el més ràpid registrat fins aleshores a Europa. En tres dies van cremar sense control 24.000 hectàrees de les comarques del Bages, el Berguedà, el Solsonès i la Segarra i va representar un abans i un després en l'extinció d'incendis al país.
L'any 1986, després de l'episodi d'incendis, la Generalitat de Catalunya va endegar el programa Foc Verd, de prevenció d'incendis forestals i de reconstrucció de la forest. Aquest programa va formalitzar les Agrupacions de Defensa Forestal (ADF), formades per propietaris forestals, ajuntaments i voluntaris, que tenen per finalitat la prevenció i la lluita contra els incendis forestals. Després del segon episodi d'incendis, del 1998, es va implantar el programa Foc Verd II, que ampliava el Foc Verd I. Després del tercer episodi, de 1998, Bombers de la Generalitat de Catalunya va crear el Grup de Recolzament d'Actuacions Forestals (GRAF) davant la necessitat d'introduir noves estratègies en l'extinció dels incendis forestals.
El 22 de juliol de 2012 es van declarar 2 incendis a l'Alt Empordà, iniciats a La Jonquera i a Portbou, que van causar dues morts cadascun d'ells. Tots dos van iniciar-se probablement a causa de burilles de cigarret al costat de la carretera, i es van propagar ràpidament a causa de la forta tramuntana, afectant a 13.963 ha i 50 ha respectivament.
La Generalitat de Catalunya ofereix una pàgina web que mostra la informació geogràfica i documental del conjunt d'incendis forestals recollits des de Bombers de la Generalitat de Catalunya, tant dels de les darreres dècades com d'alguns d'històrics significatius.
L'Institut Cartogràfic i Geològic de Catalunya ofereix una eina a la seva web, anomenada Foc al bosc, que mostra la distribució i l'abast territorial de tots els incendis a Catalunya, des de 1986 fins al darrer de 2019, informació que també es mostra per anys. En passar el cursor sobre un incendi concret es desplega la data i el nom del municipi on es va originar i també la superfície afectada. També permet comparar la imatge de l'àrea afectada abans i després del foc.

## Els incendis forestals al País Valencià
Durant la història del País Valencià hi ha hagut incendis forestals que han servit als interessos de construcció. Destaca els casos de Terra Mítica.
Quan ocorregueren els incendis de Benitatxell i la Granadella el 2016, el govern valencià d'aleshores reforçà la normativa legal perquè no fora possible que es construïsca sobre terrenys cremats.